# يوم الحداد على ذوي الاحتياجات الخاصة
يوم الحداد على ذوي الاحتياجات الخاصة (بالإنجليزية: Disability Day of Mourning)‏ هو يوم حداد سنوي في الأول من مارس وهو مناسبة لتكريم الأشخاص ذوي الاحتياجات الخاصة الذين قُتلوا على يد مقدمي الرعاية لهم، وخاصةً والديهم. أُحْيِيَ هذا اليوم لأول مرة في عام 2012، وتدعمه منظمات حقوق الأشخاص ذوي الاحتياجات الخاصة منظمات مثل "لم يمت بعد" (بالإنجليزية: Not Dead Yet)‏ وشبكة الدفاع عن الذات التوحدية. يهدف هذا اليوم إلى لفت الانتباه إلى قضية القتل العمد للأطفال والبالغين ذوي الاحتياجات الخاصة ومدى اختلاف معاملة هذه الجرائم مقارنةً بجرائم القتل التي يتعرض لها الأشخاص القادرين.
لقد أصبح هذا اليوم جزءًا مهمًا من حركة حقوق الأشخاص ذوي الاحتياجات الخاصة، حيث جذب انتباه العديد من السياسيين ووسائل الإعلام. بالإضافة إلى دوره الريادي الذي تقوده مجموعات حقوق الأشخاص ذوي الاحتياجات الخاصة، فقد اكتسب هذا اليوم اهتمامًا ودعمًا بين المنظمات الرئيسية التي تركز على دعم الأشخاص ذوي الاحتياجات الخاصة.

## تاريخ
أسست زوي جروس، مديرة المُناصرة في شبكة الدفاع عن الذات للأشخاص المصابين بالتوحد يوم الحداد على ذوي الاحتياجات الخاصة في عام 2012. ومع ذلك، فإن المفهوم الأوسع للوقفات الاحتجاجية التي تقام لإحياء ذكرى الأشخاص ذوي الاحتياجات الخاصة الذين يُقتلون نشأ في أوائل العقد الأول من القرن الحادي والعشرين، وكان في حد ذاته امتدادًا لقوائم ضحايا القتل التي تداولتها مجتمعات المناصرة لسنوات سابقة. الحادثة الرئيسة التي أثارت هذا اليوم كانت تغطية جريمة قتل جورج هودجنس، وهو شاب مصاب بالتوحد يبلغ من العمر 22 عامًا قتلته والدته إليزابيث في جريمة قتل وانتحار؛ ركزت التغطية الإخبارية السائدة على إليزابيث باعتبارها أمًا "مخلصة ومحبة" بينما تعاملت مع جورج باعتباره عبئًا "منخفض الأداء وعالي الصيانة" حيث بدا أن إعاقته تبرر قتله.
أُحْدِثَ هذا اليوم أيضًا كجزء من ردود الفعل على الأيام المرتبطة بالإعاقة التي تركز على منظور الأشخاص الأصحاء، مثل يوم التوعية بالإعاقة، الذي أصبح ظاهرة تربوية حيث يستخدم الطلاب الأصحاء أجهزة محاكاة للإعاقة في محاولة لتقليد تجربة الأشخاص ذوي الاحتياجات الخاصة (على سبيل المثال، عصابات العينين للتعرف على تجربة المكفوفين). مثل هذه المحاكاة مثيرة للجدل بين نشطاء حقوق الإعاقة بسبب علاقتها الضعيفة بالتجربة الحقيقية للأشخاص ذوي الاحتياجات الخاصة.

## إحياء الذكرى
تُحْيَى ذكرى "يوم الحداد على ذوي الاحتياجات الخاصة" في الأول من مارس وذلك بتنظيم وقفات صمت في المدن حول العالم وتوثيق ضحايا القتل من ذوي الاحتياجات الخاصة على مواقع حقوق ذوي الاحتياجات الخاصة. تُعقد العديد من هذه الفعاليات في الجامعات، مثل جامعة سيراكيوز وجامعة ماريلاند. خارج الولايات المتحدة، تُنظم وقفات في أماكن مثل كندا، واسكتلندا، وأستراليا، والصين. في عام 2021، ونتيجة لتأثير جائحة كوفيد-19، نُظمت وقفات حداد عالمية عبر الإنترنت.
تتضمن الوقفات قراءة أسماء الأشخاص من ذوي الاحتياجات الخاصة الذين قُتلوا؛ وبسبب عدد الأسماء، عادةً ما تقتصر القراءات على أولئك الذين قُتلوا منذ الوقفة السابقة. كما تتضمن العديد من الوقفات عرض شهادات من الناجين من الاعتداءات، مثل الناجين من المؤسسات، حول تجاربهم. يجمع موقع "نصب تذكاري للمعاقين" قائمة أكثر اكتمالاً من الأسماء، تمتد إلى عام 1980. تشمل الجوانب الشائعة الأخرى لحظات الصمت وإضاءة الشموع. كما يُركز اهتمام كبير على تغطية وسائل الإعلام لتلك الجرائم، التي غالباً ما تقتبس من أصدقاء وأقارب القتلة، وحتى مقدمي الرعاية الآخرين لذوي الاحتياجات الخاصة، مما يعكس تعاطفاً مع الجريمة. يركز الاهتمام بشكل خاص على التصورات المتعلقة بالتحيز في جرائم القتل ضد ذوي الاحتياجات الخاصة، مثل الحالات التي يُخفف فيها القتل إلى القتل غير العمد باعتبار الإعاقة عاملاً مسبباً. وفقاً لإحصائيات من مؤسسة رودمان للعائلات، كان يُقتل شخص واحد من ذوي الاحتياجات الخاصة على يد أحد أفراد عائلته أو مقدمي الرعاية له في أمريكا الشمالية كل أسبوع في الفترة من 2011 إلى 2015؛ وغالباً ما كان يحصل مرتكب جريمة القتل على البراءة أو على عقوبات سجن قصيرة أو منعدمة. وبالمثل، وجدت دراسة أجراها "مراجعة قانون فلوريدا إيه آند إم" أن حوالي نصف جميع حالات القتل التي ارتكبها الوالدان كانت "أعمالاً خيرية"، أو مدفوعة بالاعتقاد الأبوي بأن قتل الطفل كان ضرورياً لـ"إنهاء المعاناة"، وكانت هذه الجرائم بشكل رئيسي ضد الأطفال المعاقين.
المنظمة الرئيسة المشاركة في هذا اليوم هي "شبكة الدفاع عن الذات للمصابين بالتوحد"، حيث كان يُنظَّم اليوم في البداية بواسطة أعضائها. ومع ذلك، فقد انظم أشخاص من مختلف الإعاقات، وليس فقط التوحد، وشاركوا في هذه الفعاليات. تشمل المنظمات الأخرى التي تشارك في نشر وتنسيق الفعاليات منظمة ليس ميتاً بعد (Not Dead Yet)، ومركز حقوق ذوي الاحتياجات الخاصة [الإنجليزية]، والمجلس الوطني للحياة المستقلة [الإنجليزية]، والدفاع والتربية لحقوق ذوي الاحتياجات الخاصة [الإنجليزية]

## التأثير
عندما بدأت زوي جروس في تقديم مفهوم "يوم الحداد على ذوي الاحتياجات الخاصة"، فوجئت بتلقيها انتقادات، حيث وصف المعارضون الفكرة بأنها "مناهضة للوالدين" ووصموها بأنها تمييزية تجاه آباء الأطفال ذوي الاحتياجات الخاصة. مع مرور الوقت، أصبحت نظرة المجتمع إلى هذا اليوم أكثر إيجابية. ففي عام 2016، قرأ ممثل البيت الأبيض لشؤون مجتمع الأشخاص ذوي الاحتياجات الخاصة بيانًا من الرئيس باراك أوباما في فعالية أقيمت في واشنطن العاصمة.
توفر شبكة الدفاع عن النفس للمصابين بالتوحد "مجموعة أدوات مكافحة القتل العائلي"، التي تهدف إلى منع جرائم قتل الأطفال والبالغين من ذوي الاحتياجات الخاصة وتقديم طرق لمناقشة هذه الجرائم إذا حدثت في مجتمع القراءة. لقد ساهم "يوم الحداد على ذوي الاحتياجات الخاصة" في تعميم استخدام مصطلح "القتل العائلي"، وهو كلمة تعني قتل الطفل على يد والديه، للإشارة إلى الجرائم المتعلقة بالإعاقة التي يرتكبها أفراد الأسرة أو مقدمو الرعاية.
وقد نوقش وجود هذا اليوم والجرائم التي أدت إلى تأسيسه كدليل على الطبيعة المنتشرة للتمييز ضد ذوي الاحتياجات الخاصة. على سبيل المثال، نوقشت ضرورة وجود هذا اليوم في ردود الفعل على فيلم "ميوزيك" المثير للجدل للمغنية سيا، الذي يتناول قصة فتاة مصابة بالتوحد، حيث يحتوي على مشاهد تتعرض فيها الشخصية لقيود جسدية ضد إرادتها، وهو أمر تسبب في وفاة العديد من الأشخاص ذوي الاحتياجات الخاصة والمصابين بالتوحد.
منذ تأسيس هذا اليوم، أصبحت تغطية وسائل الإعلام للأشخاص ذوي الاحتياجات الخاصة أكثر إيجابية، وأصبح الترويج للدفاع عن النفس في مثل هذه التغطية – حيث يناقش الكُتَّاب ذوي الاحتياجات الخاصة تجاربهم من وجهة نظر داخلية – أكثر شيوعًا. وقد قَبِلَت مجموعات حركة ذوي الاحتياجات الخاصة الرئيسية، مثل "آرك" و"إيستر سيلز"، "يوم الحداد على ذوي الاحتياجات الخاصة".